# Estadio Antonio Aranda
Das Estadio Antonio Aranda (deutsch Antonio-Aranda-Stadion), auch La Bastión del Este (deutsch Die Bastion des Ostens) genannt, ist ein Fußballstadion in der paraguayischen Stadt Ciudad del Este. Die 1973 eröffnete Anlage ist die Heimspielstätte des Fußballvereins CA 3 de Febrero.
Seit der im Jahre 1999 erfolgten Renovierung fasst das Stadion 28.000 Zuschauer. Es wurde nach Oberstleutnant Antonio Oddone Sarubbi benannt, der im Chacokrieg für Paraguay kämpfte. 2013 wurde es in Estadio Antonio Aranda umbenannt.
Während der Copa América 1999 spielten hier die Mannschaften von Brasilien, Mexiko, Argentinien und von Chile. Des Weiteren wurden im Estadio Antonio Aranda zehn Partien der U-20-Fußball-Südamerikameisterschaft 2007 ausgetragen.